# 高円寺 (杉並区)
高円寺（こうえんじ）は、東京都杉並区高円寺南4丁目にある曹洞宗の寺院である。山号は宿鳳山（しゅくほうざん）。

## 歴史
弘治元年（1555年）、中野成願寺三世建室宗正により開山された。将軍徳川家光が鷹狩りの際、雨宿りのために当寺に立ち寄り、時の住職が家光を将軍としてではなく一般の雨宿りの客として、さりげなくもてなしたことが気に入られ、家光は鷹狩りの度に当寺に立ち寄るようになったことで、当寺は広く知られるようになった。これが何年も続いたことで、家光は世話のお礼に宇治から茶の木を取り寄せ、自ら手植えをしたとされ、この「お手植えの茶の木」は今も境内に見ることができ、またこのような徳川家ゆかりの寺であることから「三つ葉葵の紋」を所々で見ることができる。
それまで当地は小沢村と呼ばれていたが、徳川家光が当寺の名から高円寺村と改称したとされ、それが現在の「高円寺」という地名に至っている。かつて寺の周辺に桃の木が多くあり桃園とも言われ、本尊は「桃園観音」、寺は「桃堂」、門前を流れた川は「桃園川」と呼ばれていた。
寛保2年（1742年）、弘化4年（1847年）、明治33年（1900年）、昭和20年（1945年）と4度罹災し、堂舎や古記録類の多くを消失した。現在の本堂は昭和28年（1953年）に宮大工・中村青雲により再建された。

## 境内
本尊は観音菩薩像で、他に室町期の作とされる阿弥陀如来坐像も安置されている。
- 開運子育地蔵堂
- 稲荷社
門柱に龍の細工が施された石鳥居「双龍鳥居」がある。双龍鳥居は西に約1キロメートル離れた馬橋稲荷神社にもあり、礎石に同じ石工の名が刻まれている。さらに、品川区にある品川神社にもある。この鳥居は東京三鳥居の1つといわれている[3]。

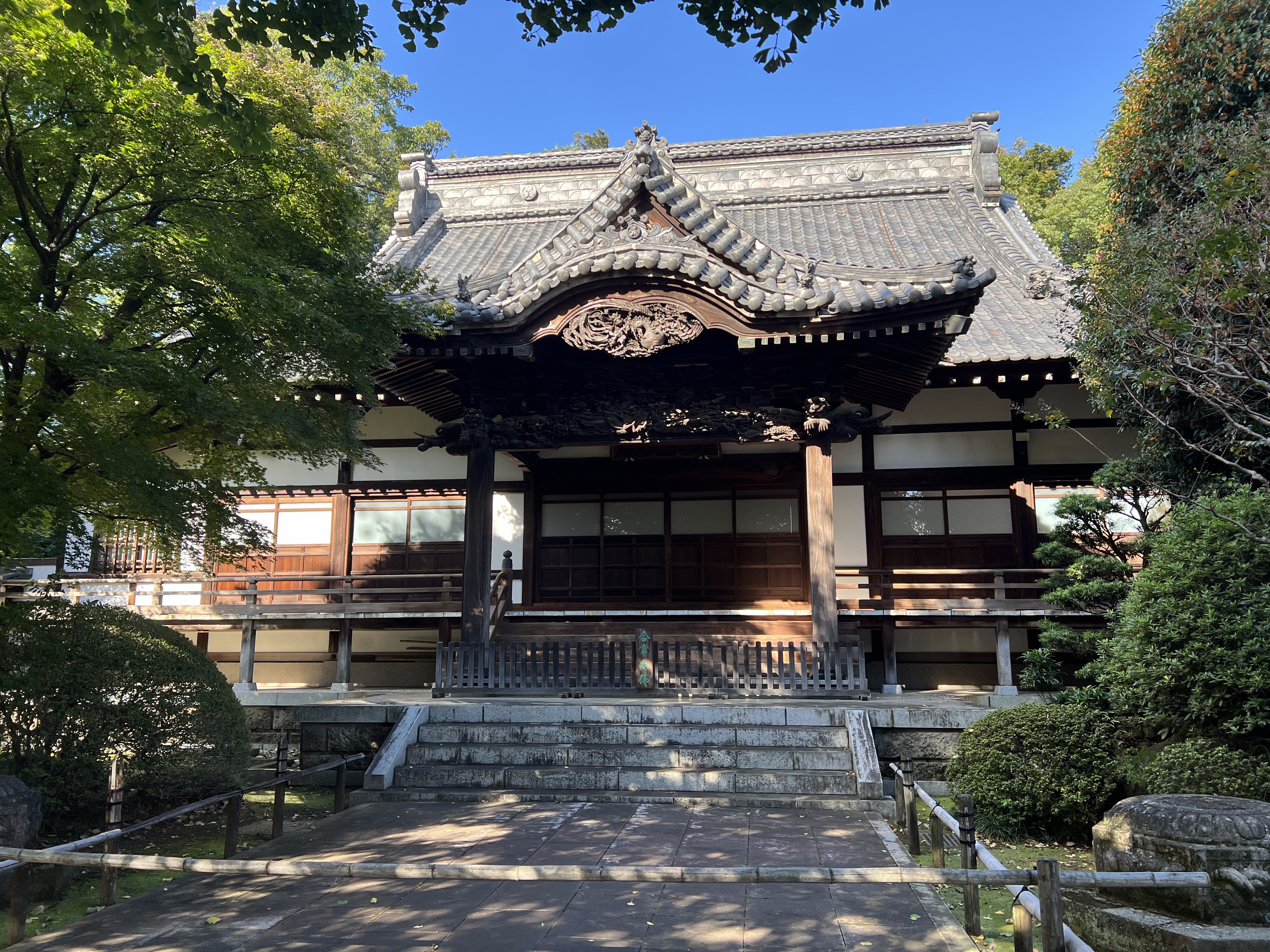
高円寺 本堂
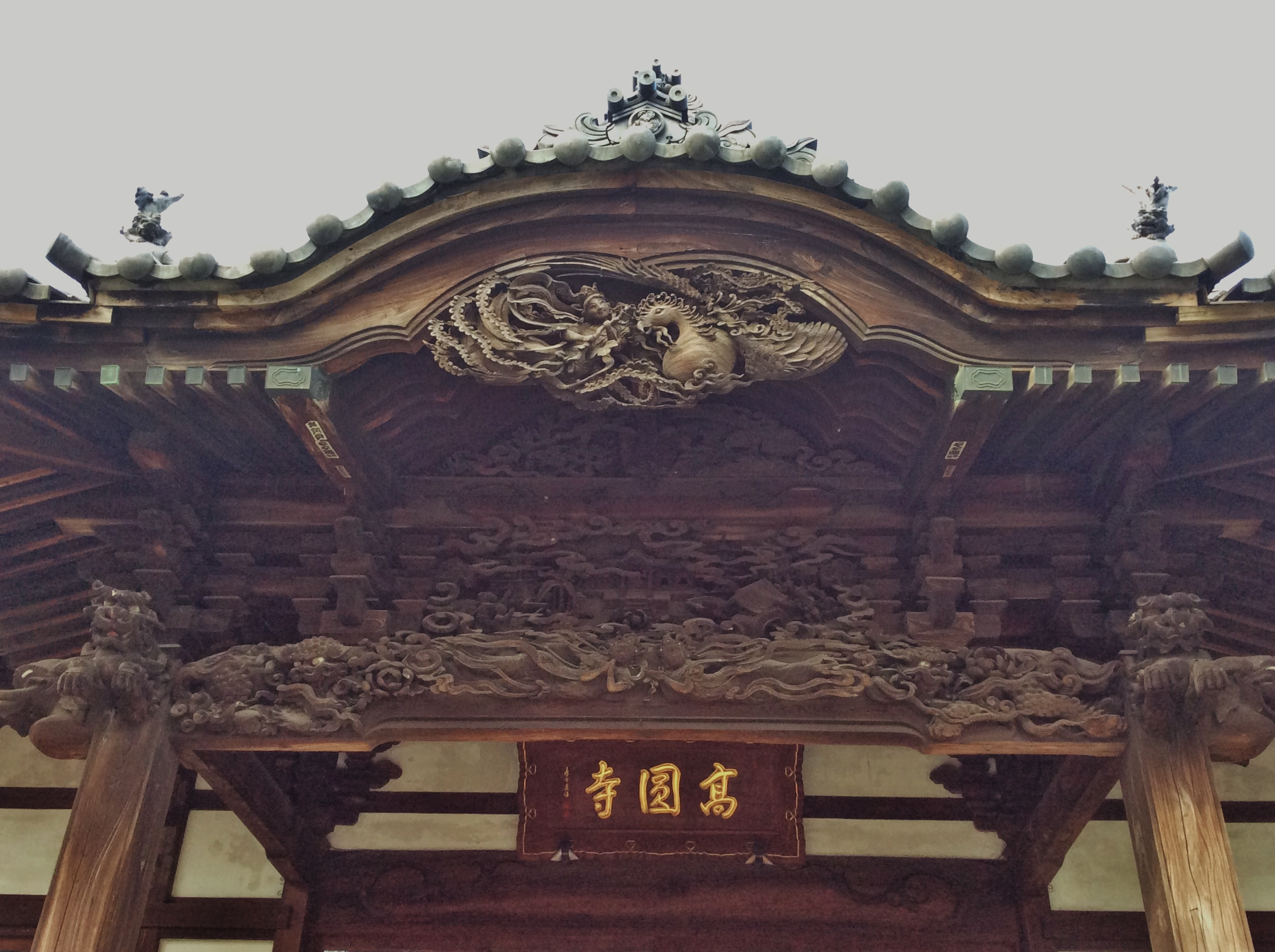
本堂の扁額と彫刻
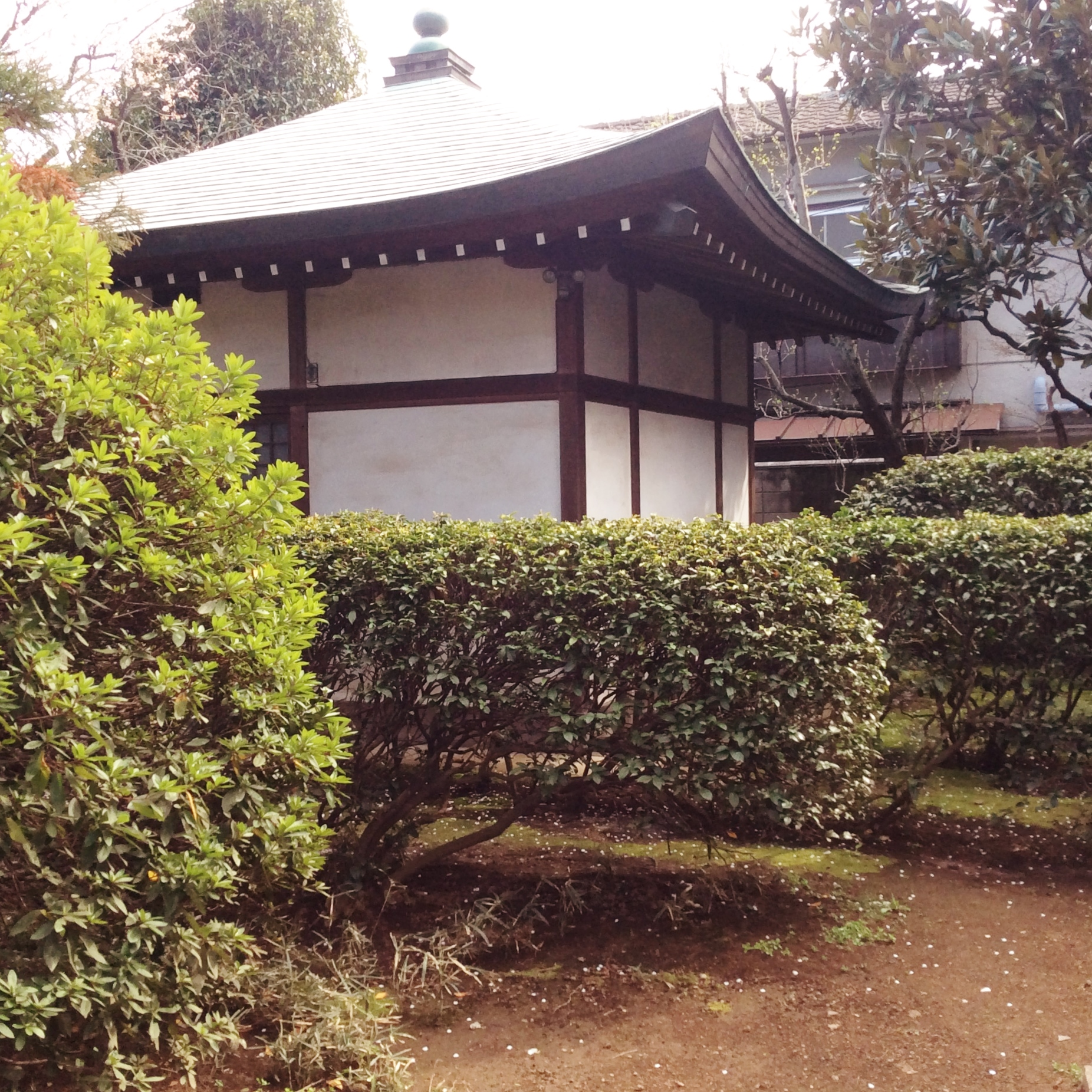
開運子育地蔵堂
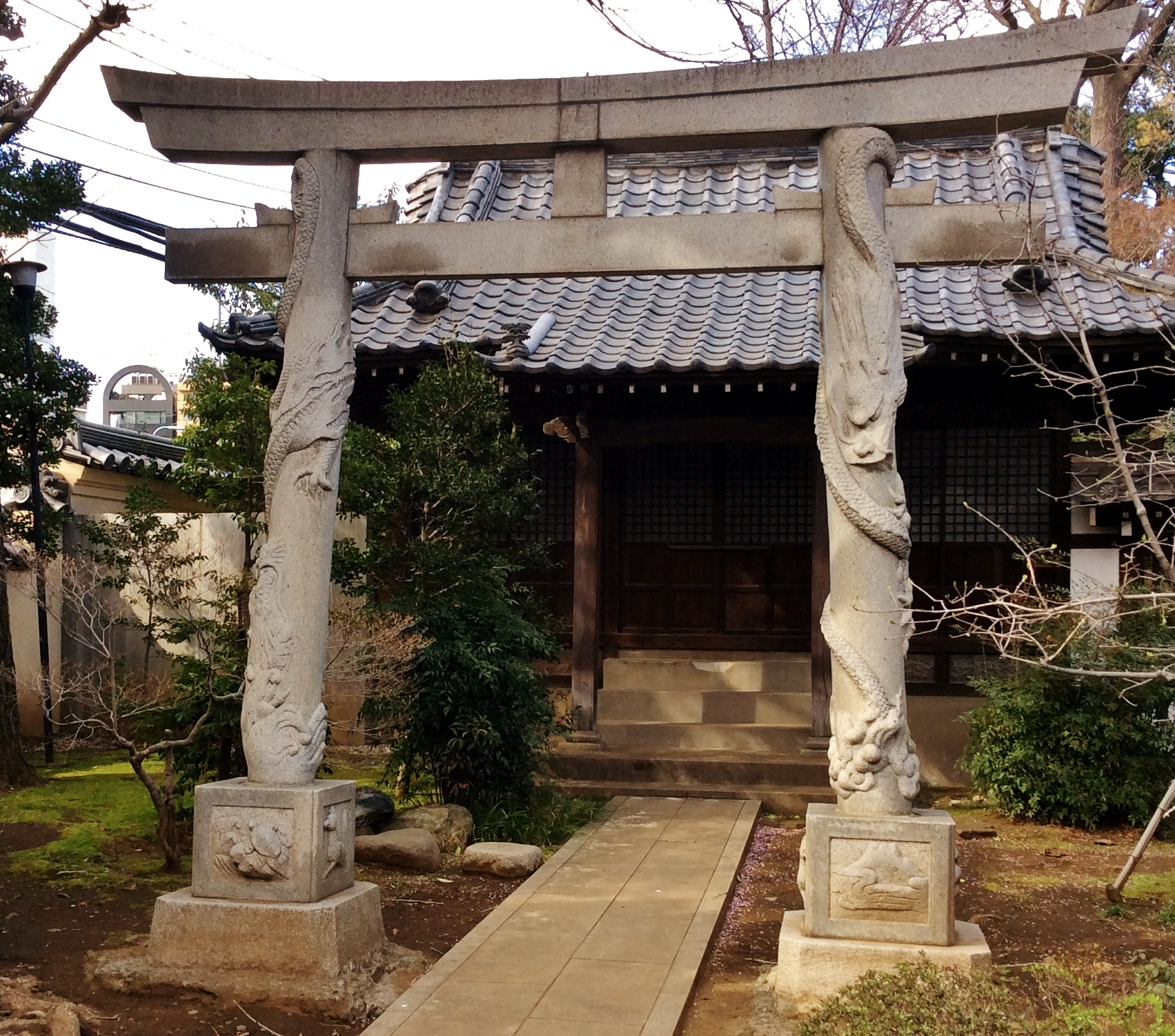
稲荷社と双龍鳥居